# Algis Norkūnas
Algis Norkūnas (* 1962 in der Rajongemeinde Trakai) ist ein litauischer Jurist, Richter und Zivilrechtler sowie Dozent an der Mykolas-Romer-Universität.

## Biografie
1985 absolvierte Algis Norkūnas das Diplomstudium der Rechtswissenschaften an der Juristischen Fakultät der Universität Vilnius in der litauischen Hauptstadt Vilnius. Von 1985 bis 1991 war er Staatsanwalt und von  1992 bis 1995 Richter im Kreisgericht Ignalina, von 1995 bis 1999 Richter der Zivilabteilung im Bezirksgericht Vilnius und von 1999 bis 2020 im Lietuvos Aukščiausiasis Teismas. Seit März  2020 ist er Richter im Litauischen Verfassungsgericht. 
Er lehrte auch am Institut für Privatrecht der Mykolas-Romer-Universität in der litauischen Hauptstadt Vilnius.